# История с единицей
«История с единицей» — советский рисованный мультфильм, созданный режиссёром Юрием Скирдой в Творческом Объединении Художественной мультипликации студии «Киевнаучфильм» в 1975 году.
Портал «Tlum.Ru» включил «Историю с единицей» в список мотивирующих к обучению мультфильмов. Компания «Time Out» ставит мультфильм в один ряд с м/ф «В стране невыученных уроков».
Д. Ващенко приводит мультфильм как пример использования словесной игры в советской мультипликации: «Ты неисправимый лентяй, поэтому я неисправимая единица».

## Сюжет
Школьник Барабанов — лохматый блондин, с кляксой на лице и брюках и испачканными пальцами, в ботинках разных цветов (красного и оранжевого) — плохо успевал по английскому языку даже в области алфавита, за что и получил единицу в дневник. После уроков бессовестный мальчик пришёл в городской парк и втайне от всех стёр единицу из дневника ластиком.
Но не так-то просто было избавиться от плохой отметки — единица материализовалась в человеческий рост на глазах ошеломлённого Барабанова прямиком из воздуха и не дала ему пойти на футбол. Барабанов, отойдя от страха, в ярости набросился на единицу. Он лупил её кулаками со всей силы, пытался разорвать на части, даже забросил её на небеса, но всё было тщетно — единица была неодолима, а все попытки Барабанова разделаться с ней только забавляли. В отчаянии Барабанов привязал противную ему единицу сильно к ножке скамейки, находящейся в парке, и, довольный, побежал на футбольное поле со своим мячом.
На футбольном поле Барабанов расслабился и, уже почти позабыв о противной отметке, метко отбивал мяч от своих ворот. Но единица была очень напористой и мерзкой — она не собиралась оставлять мальчика в покое. Через 4 часа она развязалась и, найдя Барабанова на футбольном поле, стала ему мешать, из-за чего он пропускал голы один за другим. Команда стала корить вратаря, а единицу это только веселило. Наиздевавшись вдоволь, единица говорит Барабанову, что теперь он будет делать всё, как она захочет.
Единица тайно приводит Барабанова в ближайший кинозал, где показывали мультфильм «Ну, погоди!», но тот, испугавшись, убегает. К сожалению, от единицы, как оказалось, убежать и спрятаться было нелегко — будучи проворной, она настигала Барабанова на горке и в фонтане.
В итоге, терпение единицы лопается, и, снова догнав Барабанова, она привязывает его самого верёвкой к скамейке и засыпает. Проревевшись крокодильими слезами, Барабанов задаётся вопросом — неужели он неисправимый? После того, как Барабанов оторвал верёвку, он достаёт из портфеля учебник английского языка и начинает учить алфавит, после этого — по очереди выкрикивать буквы. Единице от этого становится плохо, а когда Барабанов выкрикивает последнюю букву «Z» — единица благополучно лопается.

## Над фильмом работали
- Автор сценария — М. Рыбалко
- Режиссёр и художник-постановщик — Юрий Скирда
- Композитор — Леонид Вербицкий
- Оператор — Анатолий Гаврилов
- Звукооператор — Ирина Чефранова
- Редактор — Владимир Гайдай
- Мультипликаторы: Юрий Мещеряков, Нина Чурилова, Михаил Титов, Александр Викен, Н. Бондарь, В. Емельянова, Наталья Марченкова
- Ассистенты: А. Тищенко, Юна Сребницкая, А. Савчук, А. Ибадулаев
- Актёры:
  - Людмила Игнатенко — Учительница / Единица
  - Лина Будник — Барабанов
  - Анатолий Папанов — Волк из «Ну, погоди!» в кинозале
- Директор фильма — Иван Мазепа

## Видеоиздания
- Мультфильм издавался на DVD-сборнике «Капитошка».[4]